# Thomas Aasen Markeng
Thomas Aasen Markeng (ur. 18 czerwca 2000) – norweski skoczek narciarski, reprezentant klubu Lensbygda SK. Medalista mistrzostw świata juniorów (2018 i 2019) oraz mistrzostw kraju.

## Przebieg kariery
W lipcu 2015 w Villach zadebiutował w cyklu FIS Cup, a 1 lipca 2017 na tej samej skoczni zdobył pierwsze punkty, zajmując 24. miejsce. 18 sierpnia 2017 w swoim debiucie w Letnim Pucharze Kontynentalnym zajął 15. miejsce na skoczni w Szczyrku. Na Mistrzostwach Świata Juniorów w Narciarstwie Klasycznym 2018 zajął 14. miejsce indywidualnie, natomiast w konkursie drużynowym zdobył brązowy medal. W marcu 2018 zdobył pierwsze punkty zimowej edycji Pucharu Kontynentalnego, zajmując 23. miejsce w zawodach w Zakopanem.
W sierpniu 2018 w Hakubie zadebiutował w Letnim Grand Prix, zajmując 33. miejsce. Na Mistrzostwach Świata Juniorów 2019 zdobył złoty medal w konkursie indywidualnym, a także srebrne w obu drużynowych: męskim i mieszanym. 9 lutego 2019 dwukrotnie stanął na podium zawodów Pucharu Kontynentalnego – był 1. i 3. w konkursach w Iron Mountain. 16 lutego 2019 zadebiutował w konkursie indywidualnym Pucharu Świata i równocześnie zdobył pierwsze punkty, zajmując 27. miejsce w Willingen. Dzień wcześniej wystąpił w zawodach drużynowych cyklu, które ukończył na 4. pozycji. Wystartował na Mistrzostwach Świata w Narciarstwie Klasycznym 2019, gdzie zajął 20. miejsce w konkursie indywidualnym na skoczni normalnej.
W ramach Letniego Grand Prix 2019 zajął między innymi 18. miejsce w zawodach w Klingenthal. Wystartował w kilku pierwszych konkursach sezonu 2019/2020 Pucharu Świata. Dwukrotnie zajął miejsce w pierwszej dziesiątce: był 10. w Ruce i 5. w drugim konkursie w Niżnym Tagile. 15 grudnia 2019 Markeng doznał kontuzji po upadku w pierwszej serii konkursowej zawodów Pucharu Świata w Klingenthal. Zdiagnozowano u niego uszkodzenie więzadeł krzyżowych oraz łąkotki w lewym kolanie.
Po kilku operacjach i rehabilitacji do startów międzynarodowych powrócił w połowie stycznia 2021 w zawodach Pucharu Świata w Zakopanem. W sezonie 2020/2021 kilkukrotnie startował w tym cyklu. Najwyżej sklasyfikowany był 24 stycznia w Lahti, na 19. pozycji. Ostatni występ Markenga miał miejsce 12 lutego 2021 w Zakopanem, gdzie odpadł w kwalifikacjach do konkursu PŚ. W kolejnych dniach, ze względu na ból w kolanie, przerwał starty międzynarodowe. Po wykryciu torbieli w lewym kolanie latem 2021 musiał poddać się kolejnemu zabiegowi. Mimo kolejnych operacji (łącznie przeszedł już ich ponad 10) nie był w stanie powrócić do skoków. W styczniu 2024 ogłosił zakończenie kariery sportowej.
Zdobywał medale mistrzostw Norwegii. Indywidualnie zwyciężył zimą 2019 na skoczni normalnej i zajął drugie miejsce latem 2019. W drużynie, reprezentując okręg Oppland, zdobył złoto zimą i latem 2019.

## Mistrzostwa świata

### Indywidualnie
| 2019 Seefeld/Innsbruck | – | 20. miejsce (K-99) |

### Starty T. A. Markenga na mistrzostwach świata – szczegółowo
| Miejsce | Dzień   | Rok  | Miejscowość | Skocznia                   | Punkt K | HS     | Konkurs  | Skok 1 | Skok 2 | Nota      | Strata   | Zwycięzca     |
| ------- | ------- | ---- | ----------- | -------------------------- | ------- | ------ | -------- | ------ | ------ | --------- | -------- | ------------- |
| 20.     | 1 marca | 2019 | Seefeld     | Toni-Seelos-Olympiaschanze | K-99    | HS-109 | indywid. | 92,0 m | 95,0 m | 197,1 pkt | 21,2 pkt | Dawid Kubacki |

## Mistrzostwa świata juniorów

### Indywidualnie
| 2018 Kandersteg | – | 14. miejsce |
| 2019 Lahti      | – | złoty medal |

### Drużynowo
| 2018 Kandersteg | – | brązowy medal                                   |
| 2019 Lahti      | – | srebrny medal, srebrny medal (drużyna mieszana) |

### Starty T. A. Markenga na mistrzostwach świata juniorów – szczegółowo
| Miejsce | Dzień       | Rok  | Miejscowość | Skocznia           | Punkt K | HS     | Konkurs      | Skok 1 | Skok 2 | Nota                   | Strata   | Zwycięzca      |
| ------- | ----------- | ---- | ----------- | ------------------ | ------- | ------ | ------------ | ------ | ------ | ---------------------- | -------- | -------------- |
| 14.     | 1 lutego    | 2018 | Kandersteg  | Lötschberg-Schanze | K-95    | HS-106 | indywid.     | 93,5 m | 94,0 m | 247,2 pkt              | 44,2 pkt | Marius Lindvik |
| 3.      | 3 lutego    | 2018 | Kandersteg  | Lötschberg-Schanze | K-95    | HS-106 | druż.        | 98,0 m | 96,0 m | 1037,0 pkt (249,1 pkt) | 31,5 pkt | Niemcy         |
| 1.      | 24 stycznia | 2019 | Lahti       | Salpausselkä       | K-90    | HS-100 | indywid.     | 97,0 m | 97,0 m | 252,1 pkt              | –        | –              |
| 2.      | 26 stycznia | 2019 | Lahti       | Salpausselkä       | K-90    | HS-100 | druż.        | 94,0 m | 90,0 m | 976,8 pkt (252,3 pkt)  | 2,9 pkt  | Niemcy         |
| 2.      | 28 stycznia | 2019 | Lahti       | Salpausselkä       | K-90    | HS-100 | druż. miesz. | 96,0 m | 93,0 m | 979,6 pkt (259,4 pkt)  | 4,8 pkt  | Rosja          |

## Puchar Świata

### Miejsca w klasyfikacji generalnej
| Sezon     | Miejsce |
| --------- | ------- |
| 2018/2019 | 67.     |
| 2019/2020 | 36.     |
| 2020/2021 | 60.     |

### Miejsca w poszczególnych konkursach indywidualnychPucharu Świata
| Źródło | Źródło     | Źródło            | Źródło            | Źródło            | Źródło          | Źródło          | Źródło           | Źródło                       | Źródło          | Źródło              | Źródło                 | Źródło                 | Źródło                 | Źródło                 | Źródło          | Źródło           | Źródło            | Źródło            | Źródło                | Źródło                | Źródło          | Źródło        | Źródło            | Źródło          | Źródło            | Źródło            | Źródło        | Źródło | Źródło | Źródło | Źródło | Źródło | Źródło | Źródło | Źródło | Źródło | Źródło | Źródło | Źródło | Źródło | Źródło | Źródło | Źródło | Źródło | Źródło | Źródło | Źródło | Źródło | Źródło |
| --- | ---------- | ----------------- | ----------------- | ----------------- | --------------- | --------------- | ---------------- | ---------------------------- | --------------- | ------------------- | ---------------------- | ---------------------- | ---------------------- | ---------------------- | --------------- | ---------------- | ----------------- | ----------------- | --------------------- | --------------------- | --------------- | ------------- | ----------------- | --------------- | ----------------- | ----------------- | ------------- | ------ | ------ | ------ | ------ | ------ | ------ | ------ | ------ | ------ | ------ | ------ | ------ | ------ | ------ | ------ | ------ | ------ | ------ | ------ | ------ | ------ | ------ |
| Sezon 2018/2019 |            |                   |                   |                   |                 |                 |                  |                              |                 |                     |                        |                        |                        |                        |                 |                  |                   |                   |                       |                       |                 |               |                   |                 |                   |                   |               |        |        |        |        |        |        |        |        |        |        |        |        |        |        |        |        |        |        |        |        |        |        |
| Wisła HS134 | Ruka HS142 | Ruka HS142        | Niżny Tagił HS134 | Niżny Tagił HS134 | Engelberg HS140 | Engelberg HS140 | Oberstdorf HS137 | Garmisch-Partenkirchen HS142 | Innsbruck HS130 | Bischofshofen HS142 | Predazzo HS135         | Predazzo HS135         | Zakopane HS140         | Sapporo HS137          | Sapporo HS137   | Oberstdorf HS235 | Oberstdorf HS235  | Oberstdorf HS235  | Lahti HS130           | Willingen HS145       | Willingen HS145 | Oslo HS134    | Lillehammer HS140 | Trondheim HS138 | Vikersund HS240   | Planica HS240     | Planica HS240 | punkty |        |        |        |        |        |        |        |        |        |        |        |        |        |        |        |        |        |        |        |        |        |
| - | -          | -                 | -                 | -                 | -               | -               | -                | -                            | -               | -                   | -                      | -                      | -                      | -                      | -               | -                | -                 | -                 | -                     | 27                    | 38              | 39            | q                 | 36              | q                 | -                 | -             | 4      |        |        |        |        |        |        |        |        |        |        |        |        |        |        |        |        |        |        |        |        |        |
| Sezon 2019/2020 |            |                   |                   |                   |                 |                 |                  |                              |                 |                     |                        |                        |                        |                        |                 |                  |                   |                   |                       |                       |                 |               |                   |                 |                   |                   |               |        |        |        |        |        |        |        |        |        |        |        |        |        |        |        |        |        |        |        |        |        |        |
| Wisła HS134 | Ruka HS142 | Niżny Tagił HS134 | Niżny Tagił HS134 | Klingenthal HS140 | Engelberg HS140 | Engelberg HS140 | Oberstdorf HS137 | Garmisch-Partenkirchen HS142 | Innsbruck HS130 | Bischofshofen HS142 | Predazzo HS104         | Predazzo HS104         | Titisee-Neustadt HS142 | Titisee-Neustadt HS142 | Zakopane HS140  | Sapporo HS137    | Sapporo HS137     | Willingen HS145   | Bad Mitterndorf HS235 | Bad Mitterndorf HS235 | Râșnov HS97     | Râșnov HS97   | Lahti HS130       | Lahti HS130     | Lillehammer HS140 | Lillehammer HS140 | punkty        | punkty | punkty | punkty | punkty | punkty | punkty | punkty | punkty | punkty | punkty | punkty | punkty | punkty | punkty | punkty | punkty | punkty | punkty |        |        |        |        |
| 22 | 10         | -                 | 5                 | 31                | -               | -               | -                | -                            | -               | -                   | -                      | -                      | -                      | -                      | -               | -                | -                 | -                 | -                     | -                     | -               | -             | -                 | -               | -                 | -                 | 80            | 80     | 80     | 80     | 80     | 80     | 80     | 80     | 80     | 80     | 80     | 80     | 80     | 80     | 80     | 80     | 80     | 80     | 80     |        |        |        |        |
| Sezon 2020/2021 |            |                   |                   |                   |                 |                 |                  |                              |                 |                     |                        |                        |                        |                        |                 |                  |                   |                   |                       |                       |                 |               |                   |                 |                   |                   |               |        |        |        |        |        |        |        |        |        |        |        |        |        |        |        |        |        |        |        |        |        |        |
| Wisła HS134 | Ruka HS142 | Ruka HS142        | Niżny Tagił HS134 | Niżny Tagił HS134 | Engelberg HS140 | Engelberg HS140 | Oberstdorf HS137 | Garmisch-Partenkirchen HS142 | Innsbruck HS128 | Bischofshofen HS142 | Titisee-Neustadt HS142 | Titisee-Neustadt HS142 | Zakopane HS140         | Lahti HS130            | Willingen HS147 | Willingen HS147  | Klingenthal HS140 | Klingenthal HS140 | Zakopane HS140        | Zakopane HS140        | Râșnov HS97     | Planica HS240 | Planica HS240     | Planica HS240   | punkty            | punkty            | punkty        | punkty | punkty | punkty | punkty | punkty | punkty | punkty | punkty | punkty | punkty | punkty | punkty | punkty | punkty | punkty | punkty |        |        |        |        |        |        |
| - | -          | -                 | -                 | -                 | -               | -               | -                | -                            | -               | -                   | -                      | -                      | 34                     | 19                     | -               | -                | 37                | 28                | q                     | -                     | -               | -             | -                 | -               | 15                | 15                | 15            | 15     | 15     | 15     | 15     | 15     | 15     | 15     | 15     | 15     | 15     | 15     | 15     | 15     | 15     | 15     | 15     |        |        |        |        |        |        |
| Legenda |            |                   |                   |                   |                 |                 |                  |                              |                 |                     |                        |                        |                        |                        |                 |                  |                   |                   |                       |                       |                 |               |                   |                 |                   |                   |               |        |        |        |        |        |        |        |        |        |        |        |        |        |        |        |        |        |        |        |        |        |        |
| 1 2 3 4-10 11-30 poniżej 30 dq – dyskwalifikacja q – dyskwalifikacja w kwalifikacjach q – zawodnik nie zakwalifikował się - – zawodnik nie wystartował |            |                   |                   |                   |                 |                 |                  |                              |                 |                     |                        |                        |                        |                        |                 |                  |                   |                   |                       |                       |                 |               |                   |                 |                   |                   |               |        |        |        |        |        |        |        |        |        |        |        |        |        |        |        |        |        |        |        |        |        |        |

### Miejsca w poszczególnych konkursach drużynowychPucharu Świata
| Źródło                                           | Źródło          | Źródło          | Źródło          | Źródło          | Źródło      | Źródło            | Źródło         | Źródło          | Źródło        |
| ------------------------------------------------ | --------------- | --------------- | --------------- | --------------- | ----------- | ----------------- | -------------- | --------------- | ------------- |
| Sezon 2018/2019                                  | Sezon 2018/2019 | Sezon 2018/2019 | Wisła HS134     | Zakopane HS140  | Lahti HS130 | Willingen HS145   | Oslo HS134     | Vikersund HS240 | Planica HS240 |
| Sezon 2018/2019                                  | Sezon 2018/2019 | Sezon 2018/2019 | -               | -               | -           | 4                 | -              | -               | -             |
| Sezon 2019/2020                                  | Sezon 2019/2020 | Sezon 2019/2020 | Sezon 2019/2020 | Sezon 2019/2020 | Wisła HS134 | Klingenthal HS140 | Zakopane HS140 | Lahti HS130     | Oslo HS134    |
| Sezon 2019/2020                                  | Sezon 2019/2020 | Sezon 2019/2020 | Sezon 2019/2020 | Sezon 2019/2020 | 2           | 4                 | -              | -               | -             |
| Legenda                                          |                 |                 |                 |                 |             |                   |                |                 |               |
| 1 2 3 4-8 poniżej 8 - – zawodnik nie wystartował |                 |                 |                 |                 |             |                   |                |                 |               |

### Raw Air

#### Miejsca w klasyfikacji generalnej
| Sezon | Miejsce |
| ----- | ------- |
| 2019  | 53.     |

### Willingen Five

#### Miejsca w klasyfikacji generalnej
| Sezon | Miejsce | Źr.    |
| ----- | ------- | ------ |
| 2019  | 29.     | [ 16 ] |

## Letnie Grand Prix

### Miejsca w klasyfikacji generalnej
| Sezon | Miejsce |
| ----- | ------- |
| 2019  | 50.     |

### Miejsca w poszczególnych konkursach indywidualnychLGP
| Źródło | Źródło             | Źródło           | Źródło           | Źródło       | Źródło       | Źródło          | Źródło            | Źródło          | Źródło | Źródło | Źródło | Źródło | Źródło | Źródło | Źródło | Źródło | Źródło | Źródło | Źródło | Źródło | Źródło | Źródło | Źródło | Źródło | Źródło | Źródło |
| --- | ------------------ | ---------------- | ---------------- | ------------ | ------------ | --------------- | ----------------- | --------------- | ------ | ------ | ------ | ------ | ------ | ------ | ------ | ------ | ------ | ------ | ------ | ------ | ------ | ------ | ------ | ------ | ------ | ------ |
| 2018 |                    |                  |                  |              |              |                 |                   |                 |        |        |        |        |        |        |        |        |        |        |        |        |        |        |        |        |        |        |
| Wisła HS134 | Hinterzarten HS108 | Einsiedeln HS117 | Courchevel HS135 | Hakuba HS131 | Hakuba HS131 | Râșnov HS97     | Râșnov HS97       | Hinzenbach HS94 | punkty |        |        |        |        |        |        |        |        |        |        |        |        |        |        |        |        |        |
| - | -                  | -                | -                | 33           | dq           | -               | -                 | -               | 0      |        |        |        |        |        |        |        |        |        |        |        |        |        |        |        |        |        |
| 2019 |                    |                  |                  |              |              |                 |                   |                 |        |        |        |        |        |        |        |        |        |        |        |        |        |        |        |        |        |        |
| Wisła HS134 | Hinterzarten HS108 | Courchevel HS135 | Zakopane HS140   | Hakuba HS131 | Hakuba HS131 | Hinzenbach HS94 | Klingenthal HS140 | punkty          | punkty | punkty | punkty | punkty | punkty | punkty | punkty | punkty |        |        |        |        |        |        |        |        |        |        |
| - | 36                 | 33               | 31               | -            | -            | 20              | 18                | 24              | 24     | 24     | 24     | 24     | 24     | 24     | 24     | 24     |        |        |        |        |        |        |        |        |        |        |
| Legenda |                    |                  |                  |              |              |                 |                   |                 |        |        |        |        |        |        |        |        |        |        |        |        |        |        |        |        |        |        |
| 1 2 3 4-10 11-30 poniżej 30 dq – dyskwalifikacja q – dyskwalifikacja w kwalifikacjach q – zawodnik nie zakwalifikował się - – zawodnik nie wystartował |                    |                  |                  |              |              |                 |                   |                 |        |        |        |        |        |        |        |        |        |        |        |        |        |        |        |        |        |        |

### Miejsca w poszczególnych konkursach drużynowychLGP
| Źródło                              | Źródło | Źródło | Źródło | Źródło | Źródło | Źródło | Źródło      | Źródło                     | Źródło         |
| ----------------------------------- | ------ | ------ | ------ | ------ | ------ | ------ | ----------- | -------------------------- | -------------- |
| 2019                                | 2019   | 2019   | 2019   | 2019   | 2019   | 2019   | Wisła HS134 | Hinterzarten HS108 (mikst) | Zakopane HS140 |
| 2019                                | 2019   | 2019   | 2019   | 2019   | 2019   | 2019   | -           | -                          | 3              |
| Legenda                             |        |        |        |        |        |        |             |                            |                |
| 1 2 3 4-8 poniżej 8 - – brak startu |        |        |        |        |        |        |             |                            |                |

## Puchar Kontynentalny

### Miejsca w klasyfikacji generalnej
| Sezon     | Miejsce |
| --------- | ------- |
| 2017/2018 | 106.    |
| 2018/2019 | 24.     |

### Zwycięstwa w konkursach indywidualnych Pucharu Kontynentalnego chronologicznie
| Lp. | Dzień    | Rok  | Miejscowość   | Skocznia           | Punkt K | HS     | Skok 1  | Skok 2  | Nota      |
| --- | -------- | ---- | ------------- | ------------------ | ------- | ------ | ------- | ------- | --------- |
| 1.  | 9 lutego | 2019 | Iron Mountain | Pine Mountain Jump | K-120   | HS-133 | 129,5 m | 134,0 m | 270,0 pkt |

### Miejsca na podium w konkursach indywidualnych Pucharu Kontynentalnego chronologicznie
| Lp. | Dzień    | Rok  | Miejscowość   | Skocznia           | Punkt K | HS     | Skok 1  | Skok 2  | Nota      | Lok. | Strata  | Zwycięzca    |
| --- | -------- | ---- | ------------- | ------------------ | ------- | ------ | ------- | ------- | --------- | ---- | ------- | ------------ |
| 1.  | 9 lutego | 2019 | Iron Mountain | Pine Mountain Jump | K-120   | HS-133 | 125,0 m | 133,5 m | 256,3 pkt | 3.   | 9,3 pkt | Pius Paschke |
| 2.  | 9 lutego | 2019 | Iron Mountain | Pine Mountain Jump | K-120   | HS-133 | 129,5 m | 134,0 m | 270,0 pkt | 1.   | —       | —            |

### Miejsca w poszczególnych konkursachPucharu Kontynentalnego
| Źródło                                                                        | Źródło            | Źródło     | Źródło     | Źródło          | Źródło          | Źródło                 | Źródło                 | Źródło              | Źródło              | Źródło        | Źródło        | Źródło        | Źródło        | Źródło        | Źródło              | Źródło              | Źródło              | Źródło              | Źródło           | Źródło           | Źródło            | Źródło            | Źródło     | Źródło         | Źródło         | Źródło            | Źródło            | Źródło | Źródło | Źródło | Źródło | Źródło | Źródło | Źródło | Źródło | Źródło | Źródło | Źródło | Źródło | Źródło | Źródło | Źródło | Źródło | Źródło | Źródło | Źródło | Źródło | Źródło | Źródło | Źródło | Źródło | Źródło | Źródło | Źródło | Źródło | Źródło | Źródło | Źródło | Źródło |
| ----------------------------------------------------------------------------- | ----------------- | ---------- | ---------- | --------------- | --------------- | ---------------------- | ---------------------- | ------------------- | ------------------- | ------------- | ------------- | ------------- | ------------- | ------------- | ------------------- | ------------------- | ------------------- | ------------------- | ---------------- | ---------------- | ----------------- | ----------------- | ---------- | -------------- | -------------- | ----------------- | ----------------- | ------ | ------ | ------ | ------ | ------ | ------ | ------ | ------ | ------ | ------ | ------ | ------ | ------ | ------ | ------ | ------ | ------ | ------ | ------ | ------ | ------ | ------ | ------ | ------ | ------ | ------ | ------ | ------ | ------ | ------ | ------ | ------ |
| Sezon 2017/2018                                                               |                   |            |            |                 |                 |                        |                        |                     |                     |               |               |               |               |               |                     |                     |                     |                     |                  |                  |                   |                   |            |                |                |                   |                   |        |        |        |        |        |        |        |        |        |        |        |        |        |        |        |        |        |        |        |        |        |        |        |        |        |        |        |        |        |        |        |        |
| Whistler HS104                                                                | Whistler HS104    | Ruka HS142 | Ruka HS142 | Engelberg HS140 | Engelberg HS140 | Titisee-Neustadt HS142 | Titisee-Neustadt HS142 | Bischofshofen HS140 | Bischofshofen HS140 | Erzurum HS140 | Erzurum HS140 | Sapporo HS100 | Sapporo HS137 | Sapporo HS137 | Planica HS138       | Planica HS138       | Iron Mountain HS133 | Iron Mountain HS133 | Brotterode HS117 | Brotterode HS117 | Klingenthal HS140 | Klingenthal HS140 | Rena HS139 | Rena HS139     | Zakopane HS140 | Zakopane HS140    | Czajkowskij HS140 | punkty |        |        |        |        |        |        |        |        |        |        |        |        |        |        |        |        |        |        |        |        |        |        |        |        |        |        |        |        |        |        |        |
| -                                                                             | -                 | -          | -          | -               | -               | -                      | -                      | -                   | -                   | -             | -             | -             | -             | -             | -                   | -                   | -                   | -                   | -                | -                | -                 | -                 | 33         | dq             | 34             | 23                | -                 | 8      |        |        |        |        |        |        |        |        |        |        |        |        |        |        |        |        |        |        |        |        |        |        |        |        |        |        |        |        |        |        |        |
| Sezon 2018/2019                                                               |                   |            |            |                 |                 |                        |                        |                     |                     |               |               |               |               |               |                     |                     |                     |                     |                  |                  |                   |                   |            |                |                |                   |                   |        |        |        |        |        |        |        |        |        |        |        |        |        |        |        |        |        |        |        |        |        |        |        |        |        |        |        |        |        |        |        |        |
| Lillehammer HS140                                                             | Lillehammer HS140 | Ruka HS142 | Ruka HS142 | Engelberg HS140 | Engelberg HS140 | Klingenthal HS140      | Klingenthal HS140      | Bischofshofen HS140 | Bischofshofen HS140 | Sapporo HS137 | Sapporo HS137 | Sapporo HS137 | Planica HS139 | Planica HS139 | Iron Mountain HS133 | Iron Mountain HS133 | Iron Mountain HS133 | Oberstdorf HS137    | Oberstdorf HS137 | Brotterode HS117 | Brotterode HS117  | Rena HS139        | Rena HS139 | Zakopane HS140 | Zakopane HS140 | Czajkowskij HS102 | Czajkowskij HS140 | punkty |        |        |        |        |        |        |        |        |        |        |        |        |        |        |        |        |        |        |        |        |        |        |        |        |        |        |        |        |        |        |        |
| 27                                                                            | 27                | 10         | 11         | 24              | 22              | 27                     | 21                     | -                   | -                   | -             | -             | -             | -             | -             | 3                   | 1                   | 5                   | -                   | -                | -                | -                 | -                 | -          | -              | -              | -                 | -                 | 293    |        |        |        |        |        |        |        |        |        |        |        |        |        |        |        |        |        |        |        |        |        |        |        |        |        |        |        |        |        |        |        |
| Legenda                                                                       |                   |            |            |                 |                 |                        |                        |                     |                     |               |               |               |               |               |                     |                     |                     |                     |                  |                  |                   |                   |            |                |                |                   |                   |        |        |        |        |        |        |        |        |        |        |        |        |        |        |        |        |        |        |        |        |        |        |        |        |        |        |        |        |        |        |        |        |
| 1 2 3 4-10 11-30 poniżej 30 dq – dyskwalifikacja - – zawodnik nie wystartował |                   |            |            |                 |                 |                        |                        |                     |                     |               |               |               |               |               |                     |                     |                     |                     |                  |                  |                   |                   |            |                |                |                   |                   |        |        |        |        |        |        |        |        |        |        |        |        |        |        |        |        |        |        |        |        |        |        |        |        |        |        |        |        |        |        |        |        |

## Letni Puchar Kontynentalny

### Miejsca w klasyfikacji generalnej
| Sezon | Miejsce |
| ----- | ------- |
| 2017  | 38.     |
| 2018  | 26.     |

### Miejsca w poszczególnych konkursachLetniego Pucharu Kontynentalnego
| Źródło                                                                        | Źródło      | Źródło        | Źródło      | Źródło         | Źródło      | Źródło      | Źródło          | Źródło          | Źródło         | Źródło         | Źródło            | Źródło            | Źródło | Źródło | Źródło | Źródło | Źródło | Źródło | Źródło | Źródło | Źródło | Źródło | Źródło | Źródło | Źródło | Źródło |
| ----------------------------------------------------------------------------- | ----------- | ------------- | ----------- | -------------- | ----------- | ----------- | --------------- | --------------- | -------------- | -------------- | ----------------- | ----------------- | ------ | ------ | ------ | ------ | ------ | ------ | ------ | ------ | ------ | ------ | ------ | ------ | ------ | ------ |
| 2017                                                                          |             |               |             |                |             |             |                 |                 |                |                |                   |                   |        |        |        |        |        |        |        |        |        |        |        |        |        |        |
| Kranj HS109                                                                   | Kranj HS109 | Szczyrk HS106 | Wisła HS134 | Frenštát HS106 | Stams HS115 | Stams HS115 | Trondheim HS138 | Trondheim HS138 | Râșnov HS100   | Râșnov HS100   | Klingenthal HS140 | Klingenthal HS140 | punkty |        |        |        |        |        |        |        |        |        |        |        |        |        |
| -                                                                             | -           | 15            | 14          | 12             | 37          | 31          | 23              | 36              | -              | -              | -                 | -                 | 64     |        |        |        |        |        |        |        |        |        |        |        |        |        |
| 2018                                                                          |             |               |             |                |             |             |                 |                 |                |                |                   |                   |        |        |        |        |        |        |        |        |        |        |        |        |        |        |
| Kranj HS109                                                                   | Kranj HS109 | Szczyrk HS106 | Wisła HS134 | Frenštát HS106 | Stams HS115 | Stams HS115 | Oslo HS106      | Oslo HS106      | Zakopane HS140 | Zakopane HS140 | Klingenthal HS140 | Klingenthal HS140 | punkty |        |        |        |        |        |        |        |        |        |        |        |        |        |
| -                                                                             | -           | -             | -           | -              | -           | -           | 10              | 23              | 5              | 15             | 19                | 54                | 107    |        |        |        |        |        |        |        |        |        |        |        |        |        |
| Legenda                                                                       |             |               |             |                |             |             |                 |                 |                |                |                   |                   |        |        |        |        |        |        |        |        |        |        |        |        |        |        |
| 1 2 3 4-10 11-30 poniżej 30 dq – dyskwalifikacja - − zawodnik nie wystartował |             |               |             |                |             |             |                 |                 |                |                |                   |                   |        |        |        |        |        |        |        |        |        |        |        |        |        |        |

## FIS Cup

### Miejsca w klasyfikacji generalnej
| Sezon     | Miejsce |
| --------- | ------- |
| 2017/2018 | 46.     |
| 2018/2019 | 32.     |

### Miejsca w poszczególnych konkursachFIS Cupu
| Źródło                                                                        | Źródło       | Źródło        | Źródło        | Źródło           | Źródło           | Źródło           | Źródło           | Źródło          | Źródło          | Źródło         | Źródło         | Źródło         | Źródło         | Źródło           | Źródło           | Źródło         | Źródło         | Źródło          | Źródło          | Źródło        | Źródło        | Źródło          | Źródło          | Źródło | Źródło | Źródło | Źródło | Źródło | Źródło | Źródło | Źródło | Źródło | Źródło | Źródło | Źródło | Źródło | Źródło | Źródło | Źródło |
| ----------------------------------------------------------------------------- | ------------ | ------------- | ------------- | ---------------- | ---------------- | ---------------- | ---------------- | --------------- | --------------- | -------------- | -------------- | -------------- | -------------- | ---------------- | ---------------- | -------------- | -------------- | --------------- | --------------- | ------------- | ------------- | --------------- | --------------- | ------ | ------ | ------ | ------ | ------ | ------ | ------ | ------ | ------ | ------ | ------ | ------ | ------ | ------ | ------ | ------ |
| Sezon 2015/2016                                                               |              |               |               |                  |                  |                  |                  |                 |                 |                |                |                |                |                  |                  |                |                |                 |                 |               |               |                 |                 |        |        |        |        |        |        |        |        |        |        |        |        |        |        |        |        |
| Villach HS98                                                                  | Villach HS98 | Kuopio HS127  | Kuopio HS127  | Szczyrk HS106    | Szczyrk HS106    | Einsiedeln HS117 | Einsiedeln HS117 | Râșnov HS100    | Râșnov HS100    | Notodden HS98  | Notodden HS98  | Zakopane HS134 | Zakopane HS134 | Pjongczang HS109 | Pjongczang HS109 | Whistler HS106 | Whistler HS106 | Eau Claire HS95 | Eau Claire HS95 | Planica HS104 | Planica HS104 | Harrachov HS100 | Harrachov HS100 | punkty |        |        |        |        |        |        |        |        |        |        |        |        |        |        |        |
| 59                                                                            | 31           | -             | -             | -                | -                | -                | -                | -               | -               | -              | -              | -              | -              | -                | -                | -              | -              | -               | -               | -             | -             | -               | -               | 0      |        |        |        |        |        |        |        |        |        |        |        |        |        |        |        |
| Sezon 2017/2018                                                               |              |               |               |                  |                  |                  |                  |                 |                 |                |                |                |                |                  |                  |                |                |                 |                 |               |               |                 |                 |        |        |        |        |        |        |        |        |        |        |        |        |        |        |        |        |
| Villach HS98                                                                  | Villach HS98 | Kuopio HS127  | Kuopio HS127  | Kandersteg HS106 | Kandersteg HS106 | Râșnov HS100     | Râșnov HS100     | Whistler HS104  | Whistler HS104  | Notodden HS100 | Notodden HS100 | Zakopane HS140 | Zakopane HS140 | Planica HS102    | Planica HS102    | Rastbüchl HS78 | Rastbüchl HS78 | Villach HS98    | Villach HS98    | Falun HS100   | punkty        | punkty          | punkty          | punkty | punkty | punkty | punkty | punkty | punkty | punkty | punkty | punkty | punkty | punkty | punkty | punkty | punkty | punkty | punkty |
| 24                                                                            | 19           | -             | -             | -                | -                | -                | -                | -               | -               | 14             | 4              | -              | -              | -                | -                | -              | -              | -               | -               | -             | 87            | 87              | 87              | 87     | 87     | 87     | 87     | 87     | 87     | 87     | 87     | 87     | 87     | 87     | 87     | 87     | 87     | 87     | 87     |
| Sezon 2018/2019                                                               |              |               |               |                  |                  |                  |                  |                 |                 |                |                |                |                |                  |                  |                |                |                 |                 |               |               |                 |                 |        |        |        |        |        |        |        |        |        |        |        |        |        |        |        |        |
| Villach HS98                                                                  | Villach HS98 | Szczyrk HS106 | Szczyrk HS106 | Râșnov HS97      | Râșnov HS97      | Notodden HS100   | Notodden HS100   | Park City HS100 | Park City HS100 | Zakopane HS140 | Zakopane HS140 | Planica HS102  | Planica HS102  | Rastbüchl HS78   | Rastbüchl HS78   | Villach HS98   | Villach HS98   | punkty          | punkty          | punkty        | punkty        | punkty          | punkty          | punkty | punkty | punkty | punkty | punkty | punkty | punkty | punkty | punkty | punkty | punkty | punkty | punkty |        |        |        |
| 5                                                                             | 6            | 8             | 19            | -                | -                | -                | -                | -               | -               | -              | -              | -              | -              | -                | -                | -              | -              | 129             | 129             | 129           | 129           | 129             | 129             | 129    | 129    | 129    | 129    | 129    | 129    | 129    | 129    | 129    | 129    | 129    | 129    | 129    |        |        |        |
| Legenda                                                                       |              |               |               |                  |                  |                  |                  |                 |                 |                |                |                |                |                  |                  |                |                |                 |                 |               |               |                 |                 |        |        |        |        |        |        |        |        |        |        |        |        |        |        |        |        |
| 1 2 3 4-10 11-30 poniżej 30 dq – dyskwalifikacja - − zawodnik nie wystartował |              |               |               |                  |                  |                  |                  |                 |                 |                |                |                |                |                  |                  |                |                |                 |                 |               |               |                 |                 |        |        |        |        |        |        |        |        |        |        |        |        |        |        |        |        |